# Yazoo
Yazoo so bili pleme domorodcev ZDA skupine  Tunican, ki se je zgodovinsko nahajalo ob spodnjem toku reke Yazoo na območju, znanem kot delta Mississippija. Bili so tesno povezani z drugimi ljudstvi, ki govorijo jezik Tunican, zlasti s s plemeni Tunica, Koroa in morda s Tiouxi.

## Jezik
O njihovem jeziku ni dokončno znanega nič, domneva se, da je povezan z Tunican in je izoliran jezik.

## Zgodovina

### 17. stoletje
Francoski raziskovalci in misijonarji so dokumentirali pleme. Leta 1699 je oče Antoine Davion iz quebeškega semenišča za tuje misije v Novi Franciji (Kanada) ustanovil misijon med Tunicami.

### 18. stoletje
V tem času so bili Yazooji, tako kot Chickasaw, pod vplivom angleških trgovcev iz province Carolinana atlantski obali. Leta 1702 so Yazooji pomagali Koroa plemenu pri umoru francoskega duhovnika Nicholasa Foucaulta in njegovih treh spremljevalcev. Semenišče je začasno umaknil očeta Antoina z območja.
Leta 1718 so Francozi v bližini vasi St. Pierre ustanovili utrdbo za nadzor nad reko. Leta 1722 je mladi jezuitski duhovnik Jean Rouel dobil misijo Yazoo v bližini francoske postojanke. Tam je delal do izbruha Natchez upora leta 1729.
Takrat so se Yazoo in Koroa pridružili Natchez plemenu pri napadu na francoske koloniste, da bi jih v celoti pregnali iz regije.
29. novembra 1729 so Načezi napadli Fort Rosalie in ubili več kot 200 ljudi, vključno z jezuitskim duhovnikom Paulom Du Poissonom. V ujetništvo so odpeljali večino francoskih žensk in otrok ter njihove afriške sužnje. Ko so Yazooji in Koroi izvedeli za dogodek, so 11. decembra 1729 napadli in ubili Rouela in njegovega črnega sužnja. Naslednji dan so napadli sosednjo postojanko in pobili celotno garnizijo. Plemena so pokopala Rouelovo truplo. Njegov zvon in nekaj knjig so kasneje našli in Francozom vrnili pleme Quapaw. Drug duhovnik, Stephen Doutreleau, je bil napaden 1. januarja 1730, a mu je uspelo pobegniti.
Upor Natchez leta 1729 je bila katastrofa za francoska naselja v Louisiani. Kolonisti so se umaknili v New Orleans. Bila je katastrofa tudi za plemeni Natchez in Yazoo. Francozi so se za povračilne ukrepe povezali s plemenom Choctaw in prepričljivo premagali Natchez in Yazoo. Preživele so prodali v suženjstvo na karibskih plantažah. Chickasaw so ujeli številne druge moške Yazoo in jih prodali v suženjstvo trgovcem s sedežem v Karolini. S tem so Yazoo končali kot pleme; njihovi preživeli so se poročali s Chickasaw, Afričani in drugimi ljudstvi.

## Etnografija
Po mnenju Jamesa Mooneyja se je kultura Yazoo le malo razlikovala od kulture Tunica; drugi etnologi domnevajo, da so bili Yazoo del veje Siouxov, ki so jih v regiji predstavljali Biloxi na obali in Ofo v notranjosti. Tako kot oni so se preživljali z lovom in ribolovom.

## V leposlovju
Zgodba Johna Grishama "Casino", ki je vključena v zbirko kratkih zgodb Ford County (2009), se obrne proti sumljivemu poslovnežu v današnjem Mississippiju, ki zbere več deset ljudi z domnevnim poreklom Yazoo, da bi si pridobili plemenski status. Pridobi zvezno priznanj] zanje kot indijansko pleme, kar bi jim omogočilo, da svojo zemljo uporabijo za razvoj igralniškega cazinoja.

## Pomembni pripadniki plemena Yazoo
Moncacht-Apé je bil pripadnik Yazoo plemena, ki je v poznih 17. ali zgodnjih 18. stoletjih morda opravil prvo zabeleženo krožno transkontinentalno potovanje čez Severno Ameriko. Njegovo zgodbo je zabeležil  Antoine-Simon Le Page du Pratz.
Drugo poročilo o njem je izdal Jean-François-Benjamin Dumont de Montigny, čeprav obstaja nekja dvomov o zaključenem potovanju Moncacht-Apéja. 
Po Le Pagejevem pripovedovanju se je Moncacht-Apé po smrti svoje družine sam odpravil iskat izvor svojega ljudstva. Najprej je potoval proti severu iz rodnega Mississippija, po rekah Mississippi in Ohio ter sčasoma mimo Niagarskih slapov do obale severnega Atlantika. Od tam se je vrnil do Mississippija, nato pa zavil proti severu in dosegel sotočje rek Mississippi in Missouri blizu današnjega St. Louisa. Sledil je reki Missouri do njenega izvira, v današnji Montani, preden je prečkal celinsko razvodnico obeh Amerik in nadaljeval pot proti zahodu po vodni poti, ki jo, kot so ji pravili lokalna plemena, imenujejo "Lepa reka". Ta reka, verjetno pritok rek Columbie, ga je popeljala na pacifiški severozahod in sčasoma do obal Tihega oceana.

## Spletne povezave
- https://archive.today/20040702113028/http://www.accessgenealogy.com/native/tribes/indiantribehistory7.htm
- https://archive.today/20040702113028/http://www.accessgenealogy.com/native/tribes/indiantribehistory7.htm
- https://www.hiddenhistory.com/PAGE3/SWSTS/mississ1.htm#Yazoo
- https://www.newadvent.org/cathen/10384a.htm